# Premierzy Wietnamu

## Premierzy Demokratycznej Republiki Wietnamu (Wietnam Północny) (1945-1976)
| # | Portret                                               | Imię i nazwisko              | Kadencja         | Kadencja         | Partia polityczna                                                             |
| # | Portret                                               | Imię i nazwisko              | Od               | Do               | Partia polityczna                                                             |
| - | ----------------------------------------------------- | ---------------------------- | ---------------- | ---------------- | ----------------------------------------------------------------------------- |
| 1 | A man with a thick beard wearing traditional clothing | Hồ Chí Minh (1890–1969)      | 2 września 1945  | 20 września 1955 | Komunistyczna Partia Indochin (do 1951) Partia Pracujących Wietnamu (od 1951) |
| - |                                                       | Huỳnh Thúc Kháng (1876–1947) | 31 maja 1946     | 21 września 1946 | bezpartyjny                                                                   |
| 2 | A young man wearing traditional clothing              | Phạm Văn Đồng (1906–2000)    | 20 września 1955 | 2 lipca 1976     | Partia Pracujących Wietnamu                                                   |

## Przewodniczący Tymczasowego Rządu Rewolucyjnego Republiki Południowego Wietnamu (1969–1976)
| # | Portret | Imię i nazwisko            | Kadencja       | Kadencja     | Partia polityczna         |
| # | Portret | Imię i nazwisko            | Od             | Do           | Partia polityczna         |
| - | ------- | -------------------------- | -------------- | ------------ | ------------------------- |
| 1 |         | Huỳnh Tấn Phát (1913–1989) | 8 czerwca 1969 | 2 lipca 1976 | Rewolucyjna Partia Ludowa |

## Premierzy Socjalistycznej Republiki Wietnamu (1976–)
| #   | Portret                                         | Imię i nazwisko           | Kadencja         | Kadencja         | Partia polityczna             |
| #   | Portret                                         | Imię i nazwisko           | Od               | Do               | Partia polityczna             |
| --- | ----------------------------------------------- | ------------------------- | ---------------- | ---------------- | ----------------------------- |
| (2) | A young man wearing traditional clothing        | Phạm Văn Đồng (1906–2000) | 2 lipca 1976     | 18 czerwca 1987  | Komunistyczna Partia Wietnamu |
| 3   |                                                 | Phạm Hùng (1912–1988)     | 18 czerwca 1987  | 10 marca 1988    | Komunistyczna Partia Wietnamu |
| —   |                                                 | Võ Văn Kiệt (1922–2008)   | 10 marca 1988    | 22 czerwca 1988  | Komunistyczna Partia Wietnamu |
| 4   | An old graying man wearing traditional clothing | Đỗ Mười (1917–2018)       | 22 czerwca 1988  | 8 sierpnia 1991  | Komunistyczna Partia Wietnamu |
| 5   |                                                 | Võ Văn Kiệt (1922–2008)   | 8 sierpnia 1991  | 25 września 1997 | Komunistyczna Partia Wietnamu |
| 6   | a man with black hair, dressed in a suit        | Phan Văn Khải (1933–2018) | 25 września 1997 | 27 czerwca 2006  | Komunistyczna Partia Wietnamu |
| 7   |                                                 | Nguyễn Tấn Dũng (1949–)   | 27 czerwca 2006  | 6 kwietnia 2016  | Komunistyczna Partia Wietnamu |
| 8   |                                                 | Nguyễn Xuân Phúc (1954–)  | 7 kwietnia 2016  | 5 kwietnia 2021  | Komunistyczna Partia Wietnamu |
| 9   |                                                 | Phạm Minh Chính (1958–)   | 5 kwietnia 2021  | nadal            | Komunistyczna Partia Wietnamu |